# Tartúsz kormányzóság

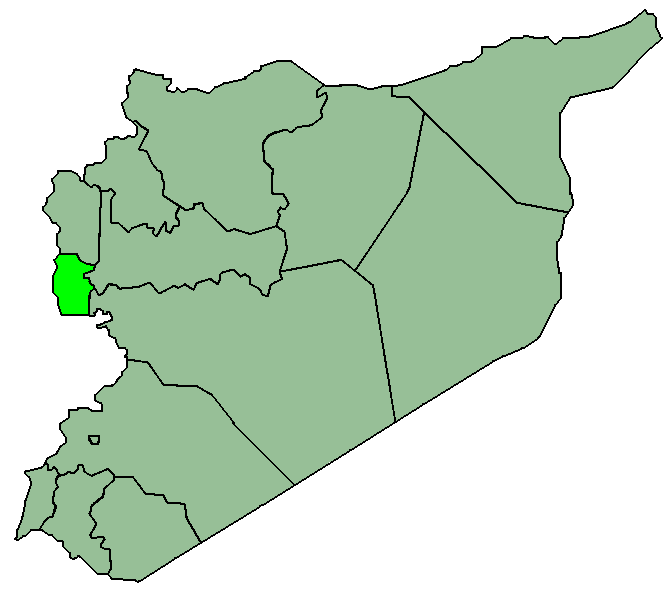
Tartúsz kormányzóság elhelyezkedése Szírián belül

Tartúsz kormányzóság (arabul محافظة طرطــــــوس [Muḥāfaẓat Ṭarṭūs]) Szíria tizennégy kormányzóságának egyike. Az ország nyugati részén fekszik. Északon Latakia kormányzóság, északkeleten Hamá kormányzóság, délkeleten Homsz kormányzóság, délen Libanon, nyugaton pedig a Földközi-tenger határolja. Központja Tartúsz városa. Területe 1 892 km², népessége pedig a 2004-es népszámlálás adatai szerint 701 395 fő.

## Közigazgatási beosztása
Tartúsz kormányzóság területe hat kerületre (mintaka) és 27 körzetre (náhija) oszlik.

## Turisztikai látnivalói
Tartúsz közelében van Arvád bronzkor óta lakott, tradicionális hajógyártásáról ismert szigete; a sziget ókori lakóihoz kötődött az amríti hídfőállás (Tartúsztól délre), valamint az Alavita-hegységben álló baotoceceai szentély. A keresztes kornak is számos emléke látható a tartományban: Tartúsz óvárosában múzeumként üzemel a keresztes korból megmaradt templom, az óváros egy részét pedig máig a korabeli falak veszik körül. Bánijász városa mellett áll a legnagyobb keresztes vár, a magyar régészek által kutatott Margat. A számos kisebb rom közül elsősorban a száfitai torony emelkedik ki nagy méretével és jó állapotával.